# Sharon Sinclair
Pour les articles homonymes, voir Sinclair.
Sharon Sinclair, née le 11 janvier 1991 à Francfort-sur-le-Main, est une joueuse de squash représentant l'Allemagne. Elle atteint en août 2016 la 186e place mondiale sur le circuit international, son meilleur classement. Elle est championne d'Allemagne en 2016.

## Biographie
Elle vit avec le joueur professionnel Tim Weber. Ils ont ensemble une petite fille en septembre 2017.

## Palmarès

### Titres
- Championnats d'Allemagne : 2016